# Oriole Park at Camden Yards
O Oriole Park at Camden Yards é um estádio de baseball localizado em Baltimore, Maryland e foi construído no lugar do Memorial Stadium. É a casa do time de baseball Baltimore Orioles, da MLB.
A construção do estádio começou em junho de 1989, e foi inaugurado em 6 de abril de 1992 num jogo dos Orioles contra o Cleveland Indians. O estádio foi inspirado nos estádios antigos, como o Fenway Park e o Wrigley Field, num estilo retrô.
O custo da construção foi de US$ 110 milhões de dólares e tem capacidade para 48.262 torcedores. Recebeu o All-Star Games da MLB de 1993.